# Amilcare Pasini
Amilcare Pasini (Gainago, 3 novembre 1917 – Roma, 24 maggio 1995) è stato un vescovo cattolico italiano.

## Biografia
Di povera famiglia, Amilcare era figlio di Angelo e Luigia. Frequentò le scuole primarie a Colorno, e subito dopo iniziò il lavoro nei campi. Ma essendo gracile fisicamente e inadatto ai lavori pesanti, fu inviato in seminario, dove, compiuti gli studi seminariali, fu ordinato sacerdote il 16 giugno 1940.
In seguito divenne insegnante presso il seminario, rettore del seminario maggiore e infine vicario generale della diocesi di Parma.
Il 31 dicembre 1965 fu nominato da papa Paolo VI vescovo titolare della Diocesi di Zallata, ricevendo l'ordinazione episcopale nella cattedrale di Parma il 14 gennaio 1966 come ausiliare di monsignor Evasio Colli; il 10 novembre 1966 viene nominato amministratore apostolico sede plena della diocesi di Parma.
Dopo la morte del predecessore Colli, il 5 agosto 1971 è nominato vescovo di Parma, primo parmigiano a ricoprire l'incarico dopo molti secoli.
Colpito da una malattia agli occhi che lo porterà alla cecità, il 30 novembre 1981 rassegnò le dimissioni per malferma salute, restando vescovo emerito.
Il 24 maggio 1995 morì improvvisamente a Roma, dove si era recato per una riunione della Conferenza Episcopale Italiana. Per suo volere fu sepolto nella cattedrale di Parma.
Iniziatosi negli anni immediatamente successivi al Concilio Vaticano II, l'episcopato di Amilcare Pasini fu uno dei più turbolenti della storia recente, dovendo far fronte alle diverse istanze che provenivano dai vari settori della società e della Chiesa.
Molte furono, per esempio, le contestazioni che dovette subire, la più clamorosa delle quali fu probabilmente l'occupazione della cattedrale da parte di un gruppo del dissenso cattolico nel settembre del 1968. Il Pasini dovette anche affrontare un certo dissenso da parte di molti sacerdoti, come per esempio quello dei "preti operai"; in alcuni casi i contestatori giunsero fino all'abbandono del sacerdozio.

## Genealogia episcopale
La genealogia episcopale è:
- Cardinale Scipione Rebiba
- Cardinale Giulio Antonio Santori
- Cardinale Girolamo Bernerio, O.P.
- Arcivescovo Galeazzo Sanvitale
- Cardinale Ludovico Ludovisi
- Cardinale Luigi Caetani
- Cardinale Ulderico Carpegna
- Cardinale Paluzzo Paluzzi Altieri degli Albertoni
- Papa Benedetto XIII
- Papa Benedetto XIV
- Papa Clemente XIII
- Cardinale Marcantonio Colonna
- Cardinale Giacinto Sigismondo Gerdil, B.
- Cardinale Giulio Maria della Somaglia
- Cardinale Carlo Odescalchi, S.I.
- Cardinale Costantino Patrizi Naro
- Vescovo Emiliano Manacorda
- Vescovo Giovanni Andrea Masera
- Vescovo Albino Pella
- Arcivescovo Evasio Colli
- Vescovo Amilcare Pasini